# Кубок Північної Македонії з футболу
Кубок Північної Македонії з футболу — другий за значимістю після чемпіонату футбольний турнір у Північній Македонії, у якому визначається володар національного кубка. Проходить за системою плей-оф. Заснований у 1992 році.

## Переможці
| Клуб                    | Перемоги | Роки                               |
| ----------------------- | -------- | ---------------------------------- |
| Вардар                  | 6        | 1993, 1995, 1998, 1999, 2007, 2025 |
| Работнічкі              | 4        | 2008, 2009, 2014, 2015             |
| Сілекс                  | 3        | 1994, 1997, 2021                   |
| Слога Югомагнат         | 3        | 1996, 2000, 2004                   |
| Македонія Гьорче Петров | 3        | 2006, 2022, 2023                   |
| Пелістер                | 2        | 2001, 2017                         |
| Тетекс                  | 2        | 2010, 2013                         |
| Шкендія                 | 2        | 2016, 2018                         |
| Победа                  | 1        | 2002                               |
| Цементарниця 55         | 1        | 2003                               |
| Башкімі                 | 1        | 2005                               |
| Металург                | 1        | 2011                               |
| Ренова                  | 1        | 2012                               |
| Академія Пандєва        | 1        | 2019                               |
| Тиквеш                  | 1        | 2024                               |